# Henryk Krzeczkowski
Henryk Krzeczkowski, urodzony jako Herman Gerner (ur. 19 kwietnia 1921 w Stanisławowie, zm. 28 grudnia 1985 w Warszawie) – polski tłumacz, pisarz, publicysta, działacz opozycji demokratycznej w PRL.

## Życiorys

### 1921–1957
Urodził się w Stanisławowie w rodzinie żydowskiej jako Herman Gerner, syn Marka Gernera i Amelii z Szafferów. Był absolwentem Gimnazjum Koedukacyjnego Żydowskiego Towarzystwa Szkół Ludowych w Stanisławowie (matura 1939). Po ataku Niemiec na ZSRR w czerwcu 1941 ewakuował się w głąb ZSRR. Od lutego 1942 przebywał we wsi Orłowka w Kirgizji, gdzie poślubił Irmę Martens, matkę Anny German. Dzięki temu małżeństwu Irma Martens i jej córka mogły po wojnie przyjechać do Polski i otrzymać polskie obywatelstwo. W 1943 wstąpił do 1 Polskiej Dywizji Piechoty im. T. Kościuszki, gdzie ukończył kurs podoficerski. W 1944 roku był zastępcą dowódcy kursu w Centrum Szkolenia Piechoty w Riazaniu. W 1945 w szkole oficerskiej w Rembertowie. We wrześniu 1945 został skierowany do Wydziału Zagranicznego Sztabu Generalnego WP jako referent do spraw anglosaskich. W marcu 1946 zdemobilizowany, podjął pracę jako naczelnik wydziału personalnego w Państwowym Zjednoczeniu Przemysłu Cukierniczego w Zabrzu. W listopadzie 1946 ponownie został przyjęty do wojska i skierowany do II Oddziału Sztabu Generalnego (wywiad). Z ramienia wywiadu pracował przede wszystkim we Włoszech, sprawował również funkcję dyrektora naukowego Ośrodka Szkoleniowego II Oddziału Sztabu Generalnego. W 1948 wysłany na Światowy Kongres Intelektualistów w Obronie Pokoju, gdzie występował jako Henryk Meysztowicz. W tym samym roku zmienił imię i nazwisko na Henryk Krzeczkowski. W 1951 został usunięty ze Sztabu Generalnego, podjął pracę jako kierownik Studium Wojskowego przy Szkole Ekonomicznej w Krakowie, a następnie pracował w dziale zagranicznym Polskiego Radia, skąd został zwolniony w 1953. W tym samym roku został usunięty z PZPR. Wielokrotnie podejmowano próby zwerbowania go do współpracy z Urzędem Bezpieczeństwa, które zawsze spotykały się z jego odmową.

### 1957–1985
Po odejściu z armii poświęcił się literaturze i związał z warszawskim kręgiem literackim (m.in. Pawłem Hertzem, Stefanem Kisielewskim, Zygmuntem Mycielskim, Juliuszem Żuławskim, Zygmuntem Kubiakiem). W 1957 roku uczestniczył w organizowaniu miesięcznika „Europa”.
Głównym jego zajęciem stało się tłumaczenie literatury światowej z języków angielskiego, niemieckiego i włoskiego na język polski. Tłumaczył m.in. Byrona, Conrada, Frazera, Gravesa, Goethego. W 1974 otrzymał nagrodę polskiego PEN Clubu za przekłady z literatury obcej na język polski. Oprócz przekładu zajmował się publicystyką literacką, historiozoficzną i polityczną.
W końcu lat 60. zaczął publikować w „Tygodniku Powszechnym”. Zachęcał do współpracy z tygodnikiem młodych niezależnych publicystów, m.in. Wojciecha Karpińskiego i Marcina Króla. Owocem tej współpracy był tom esejów dotyczących polskiej myśli politycznej Sylwetki polityczne XIX wieku. W latach 80. został członkiem redakcji tego pisma. W 1969 opublikował po raz pierwszy tekst w paryskiej „Kulturze” (pod pseudonimem Mikołaj Sawulak). Współpracował także z „Nową Kulturą”, „Życiem Literackim”, „Twórczością”. Ogłosił książki: Po namyśle, O miejsce dla roztropności i Polskie zmartwienia. Pośmiertnie ukazał się zbiór jego esejów Proste prawdy.
W 1978 roku po długich staraniach otrzymał paszport i kilkakrotnie wyjeżdżał na Zachód, głównie do Anglii i USA. Był stypendystą uniwersytetu w Cambridge, a także współpracownikiem Instytutu Nauk o Człowieku w Wiedniu.
W latach 80. skupiał wokół siebie grupę ówczesnej prawicowej młodzieży z opozycji, do grona jego słuchaczy należeli m.in. Aleksander Hall, Jacek Bartyzel, Wiesław Walendziak, Kazimierz Michał Ujazdowski, Tomasz Wołek. Pisał do wydawnictw podziemnych pod pseudonimami XYZ i Mikołaj Sawulak.
Został pochowany na tynieckim cmentarzu parafialnym.

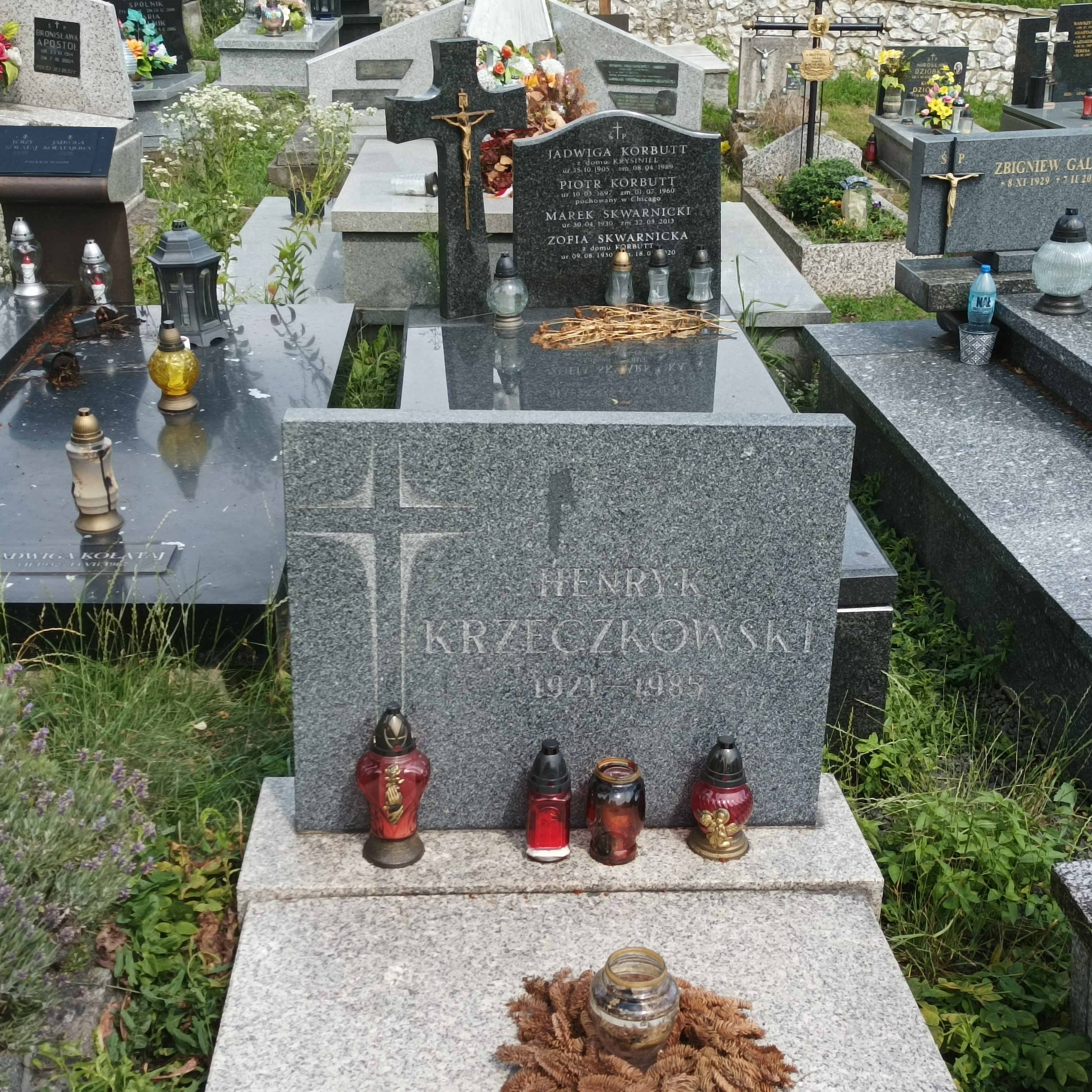
Grób Henryka Krzeczkowskiego na cmentarzu w Tyńcu

W 2016 ukazała się książka Wojciecha Karpińskiego, Henryk (Zeszyty Literackie, Warszawa, 2016, ISBN 978-83-64648-35-9).

## Publikacje

### Tłumaczenia
- William Hazlitt, Eseje wybrane, PIW, Warszawa, 1957
- Dwight Eisenhower, Krucjata w Europie, przekład, H. Krzeczkowski, wyd. MON, Warszawa 1959
- Joseph Conrad/Ford Madox Ford, Spadkobiercy: opowieść ekstrawagancka, wyd. PIW, Warszawa 1959
- George Gordon Byron, Listy i pamiętniki, wyd. PIW, Warszawa 1960
- James George Frazer, Złota gałąź, wyd. PIW, Warszawa 1962
- Vincent Sheean, Orfeusz osiemdziesięcioletni, wyd. Czytelnik, Warszawa 1963
- Robert Graves, Mity greckie, Warszawa 1967
- John Updike, Szkoła Muzyczna, wyd. PIW, Warszawa 1969
- Kathryn Johnston Noyes, Drabina Jakubowa, wyd. PIW, Warszawa 1969
- Robert Louis Stevenson/Lloyd Osbourne, Bagaż nie z tej ziemi, wyd. Iskry, Warszawa 1970
- John Braine, Wielka kariera, wyd. PIW, Warszawa 1973
- Joseph Conrad/Ford Madox Ford, Charakter przestępstwa, wyd. PIW, Warszawa 1974
- Allardyce Nicoll, Dzieje dramatu: od Ajschylosa do Anouilha, T. 1-2, wyd. PIW, Warszawa 1975
- Angus Wilson, Bardziej przyjaciel niż lokator: opowiadanie,  wyd. Książka i Wiedza, Warszawa 1976
- Norman Hunter, Wynalazki profesora Wymyślika, KAW, Warszawa 1976
- Pierre La Mure, Clair de Lune: powieść o Debussym, Kraków: Polskie Wyd. Muzyczne, 1978
- Luigi Rognoni, Wiedeńska szkoła muzyczna: ekspresjonizm i dodekafonia, Kraków: Polskie Wyd. Muzyczne, 1978
- Irving Stone, Pasje utajone, czyli Życie Zygmunta Freuda, wyd. PIW, Warszawa 1978
- Johann Wolfgang von Goethe, Podróż włoska, przekład, przypisy i posłowie H. Krzeczkowski, wyd. PIW, Warszawa 1980, ISBN 83-06-00129-X.
- John Ernest Neale, Elżbieta I, Henryk Krzeczkowski (tłum.), Warszawa: PIW, 1981, ISBN 83-06-00528-7, OCLC 69503292. Brak numerów stron w książce
- John Cheever, Skandal u Wapshotów, wyd. Książka i Wiedza, Warszawa 1982
- John Cheever, Kronika Wapshotów, wyd. Książka i Wiedza, Warszawa 1982
- W. Bruce Lincoln, Mikołaj I, Henryk Krzeczkowski (tłum.), Wiktoria Śliwowska, Warszawa: PIW, 1988, ISBN 83-06-01610-6, OCLC 749528522. Brak numerów stron w książce
- Isaiah Berlin, Jeż i lis: esej o pojmowaniu historii u Tołstoja, wyd. Pavo, Warszawa 1993, ISBN 83-900340-5-0.
- Isaiah Berlin, Rosyjscy myśliciele [wstęp Aileen Kelly], Prószyński i S-ka, Warszawa 2003, ISBN 83-7255-180-4.

### Twórczość własna
- Po namyśle, wyd. Znak, Kraków 1977
- Henryk Krzeczkowski, O miejsce dla roztropności, pod ps.: XYZ, Londyn: wyd. Odnowa, 1979, ISBN 0-903705-24-9, OCLC 69282874. Brak numerów stron w książce
- Polskie zmartwienia, pod ps.: Mikołaj Sawulak, wyd. Odnowa, Londyn 1981, ISBN 0-903705-34-6.
- Henryk Krzeczkowski, Proste prawdy: szkice wybrane. Wybór tekstów i redakcja Waldemar Gasper, Paweł Hertz. Waldemar Gasper (red.), Paweł Hertz (red.), Warszawa: Ararat, 1996, ISBN 83-903180-2-4, OCLC 69293884. Brak numerów stron w książce